# 花鸟乡
花鸟乡是中华人民共和国浙江省舟山市嵊泗县下辖的一个乡。该乡有12个小岛，陆地总面积3.28平方公里。该乡辖2个行政村，1个渔农村新型社区。人口2431。行政中心位于花鸟岛。境内有建于1870年的“远东第一灯塔”——花鸟灯塔。

## 行政区划
全乡共辖1个社区(花鸟社区)，2个行政村(花鸟村、灯塔村)。花鸟社区位于花鸟岛西部，2005年6月由花鸟村、灯塔村2个行政村联村组建。
| 新型社区 | 面积(km2) | 行政村 | 面积(km2) |
| -------- | --------- | ------ | --------- |
| 花鸟社区 | 3.28      | 花鸟村 | -         |
| 花鸟社区 | 3.28      | 灯塔村 | -         |
| 总计     | 3.28      | -      | 3.28      |